# Storia del World Wide Web

Il logo del WWW disegnato da Robert Caillau

Il World Wide Web (WWW o semplicemente "il Web") è un mezzo di comunicazione globale che gli utenti possono usare per leggere e scrivere attraverso computer connessi a Internet. Il termine è spesso erroneamente usato come sinonimo di Internet stessa, ma il Web è un servizio che opera attraverso Internet.
La storia del World Wide Web è dunque molto più breve di quella di Internet: inizia solo nel 1989 con la proposta di un "ampio database ipertestuale con link" da parte di Tim Berners-Lee ai propri superiori del CERN; si sviluppa in una rete globale di documenti HTML interconnessi negli anni novanta; si evolve nel cosiddetto Web 2.0 con il nuovo millennio. Si proietta oggi, per iniziativa dello stesso Berners-Lee, verso il Web 3.0

## Precursori
La parte ipertestuale del web ha in particolare una storia intellettuale complicata. Tra le sue influenze e i suoi precursori si contano il Memex di Vannevar Bush, il linguaggio di markup generalizzato IBM e il Progetto Xanadu di Ted Nelson. Il progetto Mundaneum di Paul Otlet è, secondo alcuni, un altro precursore del Web nei primi anni del ventesimo secolo.
L'idea di un sistema globale di comunicazione capace di connettere tutte le case è prefigurato in "A Logic Named Joe", un racconto di Murray Leinster del 1946. Sebbene in questo racconto la rete che connette i terminali (chiamati "logics") sia centralizzata, l'autore prevede un ecosistema informativo simile a quello del web. L'impatto del Web è stato presagito anche prima, in un breve racconto di E. M. Forster, "The Machine Stops," pubblicato nel 1909.
Nel 1987 Apple distribuiva, pre-installandolo sui propri computer, HyperCard, un software che faceva uso di ipertesti.

## 1980–1991: Invenzione e implementazione del Web

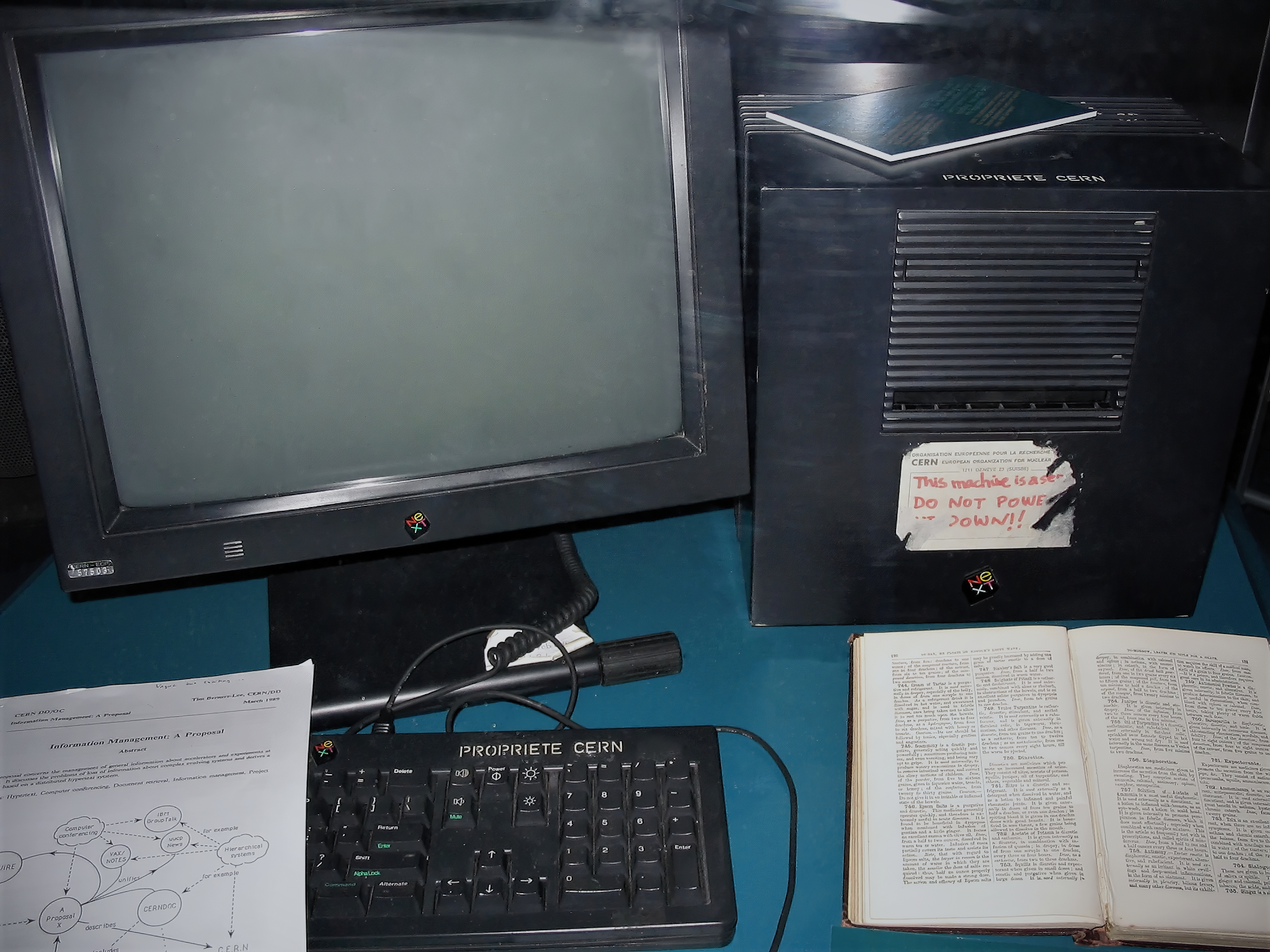
Il NeXTcube usato da Tim Berners-Lee al CERN divenne il primo Web server.

Nel 1980 Tim Berners-Lee, un contractor indipendente presso l'Organizzazione europea per la ricerca nucleare (CERN) in Svizzera creò ENQUIRE, un database di persone e modelli software che permetteva di fare esperimenti con l'ipertesto. Ogni nuova pagina di ENQUIRE doveva essere collegata a una pagina esistente.
Il primo contratto di Berners-Lee andava dal giugno al dicembre 1980 ma nel 1984 egli ottenne un posto permanente. Il problema che si pose era quello della gestione dell'informazione: i fisici in tutto il mondo avevano bisogno di condividere dati, ma non usavano macchine o software compatibili. 
Poco dopo il ritorno di Berners-Lee al CERN i protocolli TCP/IP furono installati su alcuni computer dell'istituzione, rendendola, nel giro di pochi anni, il più importante nodo Internet in Europa. La struttura necessaria all'invenzione del web era pronta.
Il 12 marzo 1989 Berners-Lee scriveva una proposta di un "ampio database ipertestuale con link", citando sia il Progetto Xanadu che HyperCard tra le sue ispirazioni.  Sebbene la proposta avesse attirato ben poco interesse, Berners-Lee fu incoraggiato dal suo capo, Mike Sendall, a implementare il suo sistema su una workstation NeXT appena acquisita. Dopo aver preso in considerazione parecchi nomi, inclusi Information Mesh (maglia dell'informazione) e The Information Mine o Mine of Information (miniera dell'informazione), si decise per World Wide Web.

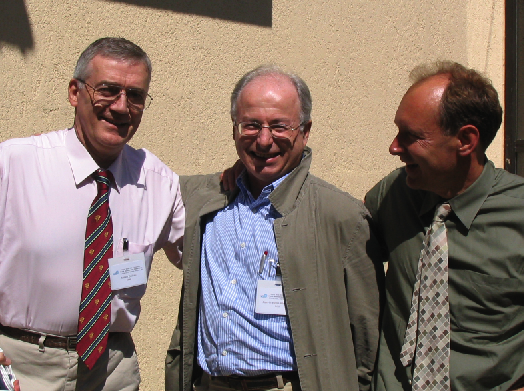
Robert Cailliau, Jean-François Abramatic e Tim Berners-Lee al decimo anniversario del WWW Consortium.

Berners-Lee trovò un sostenitore entusiasta in Robert Cailliau. I due tentarono di diffondere le idee di Berners-Lee alla Conferenza Europea sull'Ipertesto del settembre 1990, ma non trovarono alcuno sponsor che apprezzasse l'idea di unire ipertesto e Internet.
Entro la fine del 1990 Berners-Lee aveva costruito tutti gli elementi necessari per un Web funzionante: HyperText Transfer Protocol (HTTP) 0.9, HyperText Markup Language (HTML), il primo Web browser (chiamato WorldWideWeb, che era anche un Web editor), il primo server (poi conosciuto come CERN httpd), il primo web server (http://info.cern.ch), e le prime pagine web, che descrivevano l'intero progetto. Il browser aveva accesso alle newsgroups di Usenet e ai files FTP. Tuttavia funzionava solo su NeXT; Nicola Pellow scrisse dunque un semplice browser via testo, chiamato Line Mode Browser, che poteva funzionare su qualsiasi computer. Per incoraggiare l'uso del sistema Bernd Pollermann mise l'elenco telefonico del CERN sul web.
Nel gennaio 1991 furono attivati i primi web server fuori dal CERN. Il 6 agosto 1991 Berners-Lee pubblicò un breve riassunto del progetto World Wide Web sulla newsgroup alt.hypertext, cercando collaboratori.
Paul Kunz del Stanford Linear Accelerator Center (SLAC) visitò il CERN nel settembre 1991 e fu affascinato dal Web. Portò il software NeXT allo SLAC e la bibliotecaria Louise Addis lo convertì per l'uso sul sistema operativo VM/CMS di un mainframe IBM. Usato per l'esposizione del catalogo di documenti elettronici dello SLAC, questo fu il primo web server fuori d'Europa. In quello stesso periodo si aprì la mailing list www-talk.
Nel 1992 il Dipartimento di Computing e Networking del CERN, diretto da David Williams, non supportava il lavoro di Berners-Lee. Una email di due pagine mandata da Williams affermava che la creazione di una struttura di scambio delle informazioni tra scienziati non era tra gli obiettivi del CERN ed era un uso improprio delle risorse dell'istituzione. Di conseguenza Berners-Lee lasciò il CERN per unirsi al Massachusetts Institute of Technology (MIT), dove continuò a sviluppare il protocollo HTTP. 
Sebbene la prima pagina web sia probabilmente persa, Paul Jones dell'Università di Chapel Hill in North Carolina ha reso noto nel maggio 2013 che era in possesso di una copia di una pagina mandatagli da Berners-Lee nel 1991: è il documento HTML più antico di cui si abbia conoscenza. Tale pagina, conservata da Jones su un floppy disk, tornò online nel 2014 su iniziativa del CERN.

## 1992–1995: Crescita del Web
Data l'origine accademica del World Wide Web non sorprende che i primi utilizzatori furono istituzioni di ricerca e dipartimenti universitari come il Fermilab e lo SLAC. Nell'aprile 1993 il CERN concesse l'uso del World Wide Web a chiunque, senza necessità di pagare i diritti, innescando un'esplosione nel suo utilizzo. Nel gennaio 1993 c'erano cinquanta server web al mondo; nell'ottobre erano più di cinquecento.
I primi siti web avevano sia link HTTP che link che usavano l'allora popolare protocollo Gopher, che funzionava attraverso menu di ipertesti presentati come file system piuttosto che attraverso file HTML. I primi utenti del web navigavano attraverso le pagine di siti popolari o attraverso liste continuamente aggiornate di nuovi siti. Alcuni siti erano indicizzati da WAIS, che permetteva ricerche full-text con risultati simili a quelli che sarebbero stati forniti dai motori di ricerca.

### I primi browser

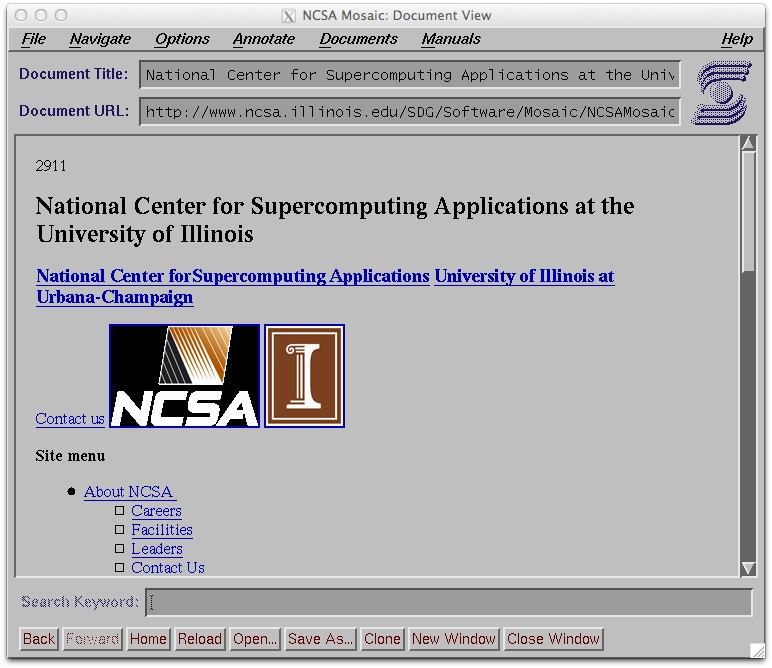
Mosaic, uno dei primi browser grafici

Inizialmente l'unico web browser era quello per il sistema operativo NeXT. Nel 1992 furono rilasciati Erwise e ViolaWWW, che includeva funzionalità avanzate come grafica e animazioni integrate. Entrambi i programmi funzionavano sul X Window System di UNIX.
Il primo browser per Microsoft Windows fu Cello, scritto da Thomas R. Bruce della Cornell Law School e distribuito nel 1993. In quello stesso anno fu lanciato il browser che avrebbe reso popolare il web: Mosaic. Scritto da Marc Andreessen e il suo Team al National Center for Supercomputing Applications (NCSA), Mosaic fu particolarmente apprezzato per la sua integrazione di media diversi e per le veloci risposte degli sviluppatori a segnalazioni di bug e proposte di miglioramenti da parte degli utenti. Mosaic fu sviluppato inizialmente per Unix, ma sarebbe presto stato rilasciato anche per Mac e Windows.
Dopo la laurea Andreessen e James H. Clark, ex presidente di Silicon Graphics, fondarono la Mosaic Communication Corporation, per sviluppare Mosaic per il mercato. In seguito la compagnia avrebbe cambiato il proprio nome in Netscape e il software sarebbe diventato Netscape Navigator.
Il 16 agosto 1995 Microsoft rilasciò Internet Explorer per il proprio sistema operativo Windows 95, sviluppato a partire da Spyglass Mosaic.

### Gestione del Web
Nel maggio 1994 si tenne al CERN la prima International WWW Conference, organizzata da Robert Caillau. La conferenza si è tenuta ogni anno da allora. Nel settembre Berners-Lee fondò il World Wide Web Consortium (W3C) al MIT, con il supporto della Defense Advanced Research Projects Agency (DARPA) e della Commissione europea. Il consorzio riuniva diverse compagnie con lo scopo di definire standard e raccomandazioni per migliorare la qualità del Web. Dato che Berners-Lee aveva concesso l'uso del Web in maniera gratuita, senza brevetti o copyright, il W3C decise che i suoi standard dovevano essere basati su tecnologie libere da royalties, di modo che tutti ne potessero usufruire.

## 1996-2001: La commercializzazione del web e la bolla "dot-com"
Dato che la rete Internet aveva origini militari ed accademiche i suoi usi dovevano essere di difesa o di ricerca. Fino al 1988 ogni uso commerciale era espressamente vietato. La mancanza di protocolli abbastanza sicuri da garantire le transazioni finanziarie e il pubblico ancora relativamente ristretto impedirono l'affermarsi del mercato in rete nei primi anni novanta. Ma alla metà del decennio, con il diffondersi dei browser grafici e dei protocolli HTTPS, tutto questo cambiò. Nel 1995 Internet aveva circa 18 milioni di utenti: con il crescere del numero delle persone connesse al web la presenza online divenne, entro la fine del millennio, un elemento importante del marketing di ogni grande azienda. Nel 1995 Amazon e eBay fecero la loro comparsa online, inaugurando la vera esplosione dell'e-commerce che avrebbe avuto luogo negli anni successivi.
L'entusiasmo per il nuovo mezzo di comunicazione e tassi di interesse particolarmente bassi favorirono, alla fine del millennio, la nascita di innumerevoli start-up legate al web, soprattutto negli Stati Uniti. Le compagnie legate a Internet conobbero investimenti ingenti e veloci, spesso concessi senza l'adeguata attenzione alla concretezza ed alla plausibilità dei piani finanziari e commerciali. Nel 1999 ebbero luogo negli Stati Uniti 479 offerte pubbliche iniziali (IPO); 117 delle aziende coinvolte raddoppiarono il proprio valore nel giorno stesso del loro debutto in borsa. La fusione tra America Online e Time Warner, avvenuta nel 2000, sembrava sancire il successo commerciale definitivo del web.
La bolla dot-com scoppiò nel 2001, dando inizio a una recessione globale e determinando il fallimento di molte start-up e la chiusura di molti siti web.

## 2002-oggi: Web 2.0

Le parole chiave del Web 2.0

I siti e le aziende che sopravvissero allo scoppio della bolla procedettero ad affermare la propria preminenza su un mercato online in continua espansione: Google (fondata nel 1998), Amazon, eBay sono tra i nomi più conosciuti e contribuirono a cambiare il volto del web. Mentre l'avvento dei motori di ricerca facilitava il reperimento delle informazioni e l'usabilità del web in assenza di specifiche competenze tecniche, l'avvento dei social media e delle piattaforme di autopubblicazione (Wiki, blog) rivoluzionò le modalità del loro uso, permettendo una più facile produzione del contenuto e la partecipazione da parte degli utenti.
Per indicare l'insieme di questi fenomeni e più in generale il passaggio da un utente del web passivo a un utente attivo si usa spesso il termine Web 2.0, reso popolare da O'Reilly Media in una conferenza del 2004. Il termine è contestato da Tim Berners-Lee, che ne nega il carattere di novità e fa notare che la partecipazione degli utenti era già propria del primo web. L'inventore del web è invece il principale promotore del cosiddetto Web 3.0, un web semantico nel quale le pagine saranno sistematicamente corredate da metadati leggibili dalle macchine, che diventeranno così capaci di ricerche e analisi più sofisticate.
Secondo i dati pubblicati su Statistics and Data il sito più visitato al mondo nel gennaio del 2022 è Google con 91,140,000,000 di utenti nel solo gennaio del 2022. A seguire Youtube, con 35,910,000,000 utenti e Facebook con 21,130,000,000.